# Antoine Bontoux
Antoine Bontoux fue un escultor francés, nacido el 17 de enero de 1805 en Marsella y fallecido el 8 de julio de 1892 en la misma ciudad.

## Datos biográficos
Pierre Antoine Bontoux inició su formación artística estudiando dibujo en Aix-en-Provence, bajo la dirección de Louis Mathurin Clérian, con quien emparentó al contraer matrimonio con su hija. Posteriormente sus intereses artísticos se centraron en la escultura, siendo profesor de esta disciplina en la École des Beaux-Arts de Marsella. Fue profesor de un gran número de decoradores o ganadores del Premio de Roma como André-Joseph Allar, Jean-Baptiste Hugues, Jean Turcan y Henri-Édouard Lombard. Fue el autor de algunas esculturas como la titulada l'enfant à la toupie (el niño de la peonza) que se conserva en el Museo de Bellas Artes de Marsella;  la Vierge aux fleurs (la Señora de las flores) en la fachada de un edificio en el mercado de los Capuchinos (43°17′47″N 5°22′47″E / 43.29639, 5.37972); y La Fidélité et La Force (la Fuerza y la Fidelidad) alegóricamente representadas en la forma de dos leones, instalados en la parte superior de los pilares que flanquean la entrada al castillo de Falguière que con el tiempo se convirtió en la residencia La Roseraie en el barrio de Bonneveine (43°15′7″N 5°23′13″E / 43.25194, 5.38694).
También realizó un gran número de retratos: Su Majestad la Reina de España, Mme F. et sa fille, Le général G. de P., M. L. Rabattu etc. Este tipo de producción ha sido en ocasiones muy criticada, y André Gouiran dijo: "La fabulosa cantidad de bustos modelados por Bontoux fueron realizados a partir de malas fotografías y no tienen valor artístico".·

## Obras
Para la fachada del Palacio de las Artes de Marsella, hizo dos bustos de mármol:
- St. Louis, para representar a la escuela gótica
- Luis XIV, para representar a la escuela francesa.

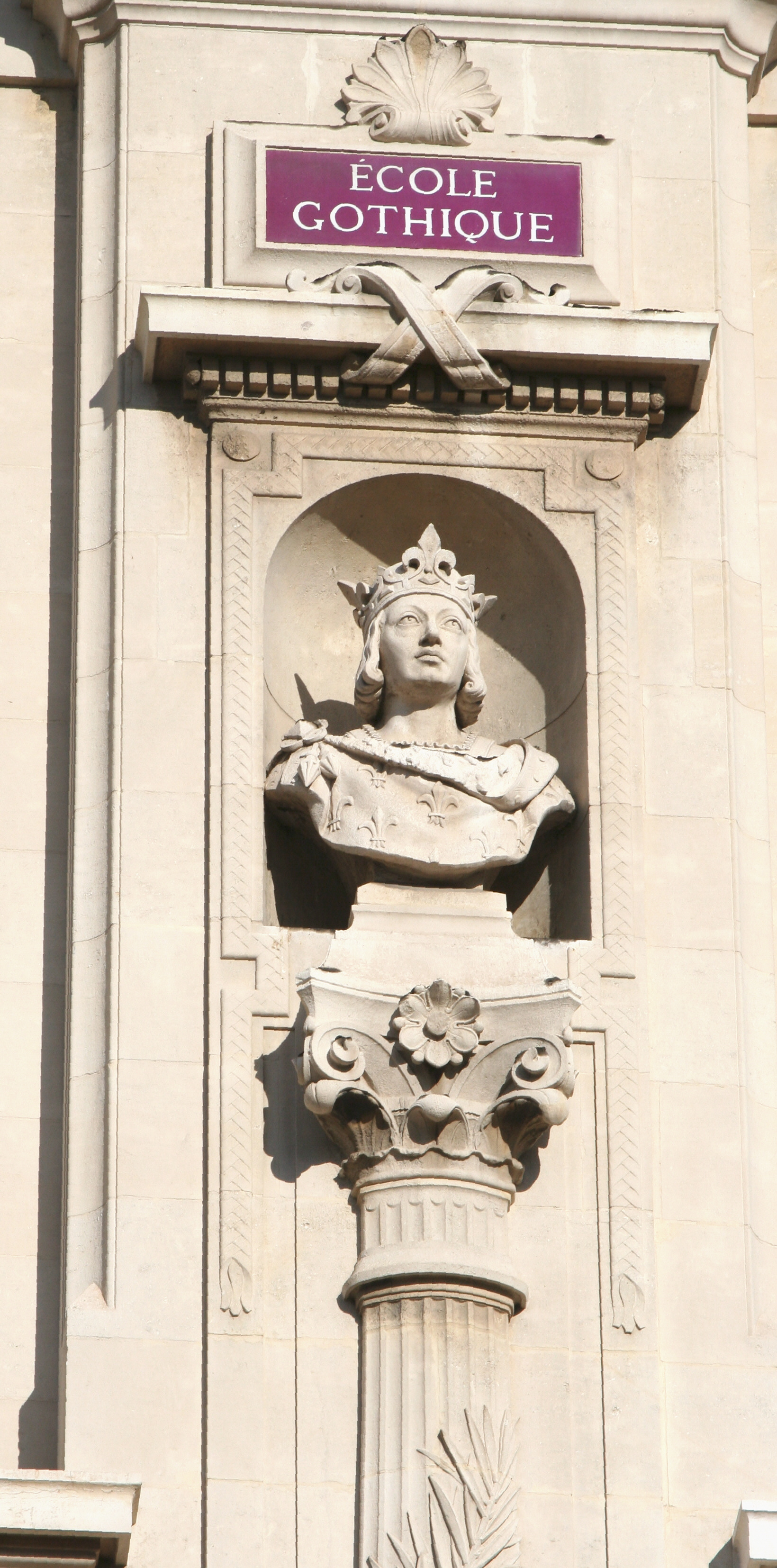
San Luis de Francia
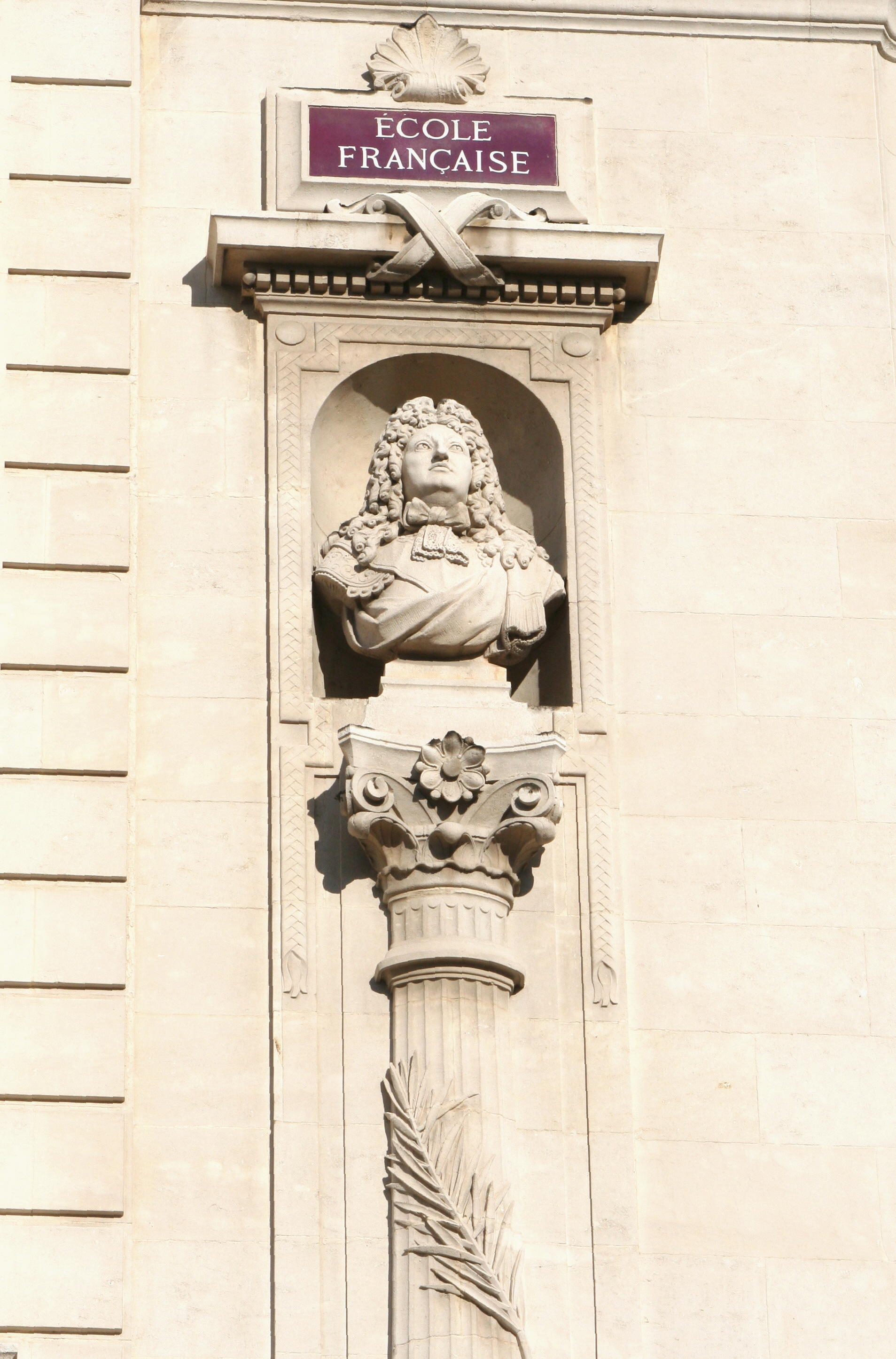
Luis XIV de Francia

 Pulsar sobre la imagen para ampliar. 